# III (Live at Hillsong Conference)
III (Live at Hillsong Conference) ist das vierte Album und das dritte Live-Album von Hillsong Young & Free, welche zu Hillsong Music gehört.
Das Album wurde bereits im November 2018 veröffentlicht und bei der Hillsong Conference in Sydney aufgenommen.

## Titelliste
| Nr.          | Titel                                    | Autor(en)                                    | Worshipleader                              | Länge   |
| ------------ | ---------------------------------------- | -------------------------------------------- | ------------------------------------------ | ------- |
| 1.           | Selah III (Fruits of the Spirit) (Live)  | Robbie Hellberg, Aodhan King, Michael Fatkin | Melodie Wagner, Alexander Epa Iosefa, King | 3:01    |
| 2.           | Let Go (Live)                            | Ben Tan, Laura Toggs, King                   | King, Karina Wykes                         | 5:12    |
| 3.           | Wake (Live)                              | Joel Davies, Hannah Hobbs, Alexander Pappas  | Taya Smith                                 | 4:17    |
| 4.           | Hindsight (Live)                         | Pappas, King, Benjamin Hastings, Fatkin      | Pappas                                     | 3:58    |
| 5.           | Every Little Thing (Live)                | Tan, King, Fatkin, Bede Benjamin-Korporaal   | Wykes                                      | 3:33    |
| 6.           | Jesus Loves Me (Live)                    | Marty Sampson, Hastings, King                | Toggs                                      | 5:17    |
| 7.           | Highs & Lows (Live)                      | Joel Houston, Tan, King                      | King                                       | 6:19    |
| 8.           | P E A C E (Live)                         | Fatkin, Hastings, Wagner                     | Wagner                                     | 6:38    |
| 9.           | Days Gone By (Live)                      | Wykes, Tan                                   | Wykes                                      | 3:50    |
| 10.          | Push / Pull (Live)                       | Tracy Lee Pratt, Brooke Fraser, Tan, King    | Lee Pratt                                  | 5:07    |
| 11.          | How Deep Is The Love (Live)              | Fatkin, King                                 | King                                       | 1:35    |
| 12.          | Sinking Deep (Live)                      | Davies, King                                 | King                                       | 4:04    |
| 13.          | First Love (Live)                        | Tan, King, Hastings                          | Renee Sieff                                | 5:25    |
| 14.          | Heart of God (feat. Chris Tomlin) (Live) | King, Jonas Myrin                            | King                                       | 7:16    |
| 15.          | Just Jesus (Live)                        | Fatkin, Hastings                             | Toggs                                      | 3:34    |
| 16.          | Love Won’t Let Me Down (Live)            | Fatkin, Pappas                               | Pappas                                     | 3:38    |
| Gesamtlänge: | Gesamtlänge:                             | Gesamtlänge:                                 | Gesamtlänge:                               | 1:12:44 |